# Brenda Clarke
Brenda Clarke (geborene Brenda Stiemens; * 24. November 1917 in Johannesburg; † 3. März 2012 in Brooklyn, Pretoria) war eine südafrikanische Botanikerin und botanische Illustratorin.

## Leben
Clarke war die Tochter von Frederik Casper und Edna Olive Stiemens, geborene Taylor. Ihr jüngerer Bruder Bernard kam 1922 zur Welt. Sie besuchte die Arcadia Primary School in Pretoria und die Pretoria High School for Girls. Im Alter von 16 Jahren begann sie ihr Studium an der Universität Pretoria, das sie 1939 mit einem Master of Science in angewandter Botanik mit dem Schwerpunkt Landwirtschaft abschloss.
Zwischen 1939 und 1944 arbeitete sie als Mikrobiologin am Low Temperature Research Laboratory in Kapstadt, wo sie sich hauptsächlich mit der Lebensmittelkühlung beschäftigte. 
An der Universität lernte sie den Agronomie-Studenten Percy Clarke kenne, den sie 1944 heiratete. Aus dieser Ehe gingen vier Kinder hervor. Percy Clarkes Arbeit als Leiter eines landwirtschaftlichen Forschungsinstituts führte sie zunächst nach Marandellas im damaligen Südrhodesien (heute Marondera in Simbabwe), dann nach Cedara, Barberton und im Jahr 1958 schließlich nach Pretoria, wo Brenda Clarke bis 1977 als Forschungsassistentin in Teilzeit am Margaretha Mes Institute for Plant Physiology and Biochemistry der Universität Pretoria tätig war. In dieser Zeit war sie Mitverfasserin und Herausgeberin einer Reihe von Veröffentlichungen und hielt im Juni 1960 einen Vortrag auf der Konferenz der South Africa Association for the Advancement of Science.
Nach ihrem Eintritt in den Ruhestand widmete sie sich dem Illustrieren von Pflanzen, dem Reisen durch ihr Heimatland, der Vogelbeobachtung und dem Ausbau ihres Herbariums, das zum Schluss um die 900 Präparate, vorwiegend aus den Distrikten Barberton und Pretoria, beinhaltete. 
Clarke malte meist mit Aquarellfarben, Feder und Tinte. Die Aquarelle, die sie bis ins hohe Alter erstellte, waren typischerweise elegante Kompositionen von Blumen, Blättern und Gräsern oder einzelnen blühenden Pflanzen. Zu ihren illustrierten Werken zählen Making Pot-Pourri in South Africa von Mavis Skene (1985), The South African Herbal (1985), Under the Olive (1989), Return to Camdeboo (1992) und A Gardener’s Year (1995), alle von Eve Palmer, mit der eine enge Freundschaft bestand, die auf ihren gemeinsamen Interessen für Pflanzen und Gartenbau beruhte. Im Jahr 2003 wurde eine Sammlung von mehr als 600 Aquarellen von Wildblumen, die zwischen 1984 und 1990 gesammelt und gemalt worden waren, mit dem Text von Gerrit Germishuizen unter dem Titel llustrated Guide to the Wildflowers of Northern South Africa  veröffentlicht. Clarkes Arbeit als botanische Illustratorin fand 2005 Anerkennung bei der Botanical Society of South Africa.
Sie starb im März 2012 im Alter von 94 Jahren. Ihr Ehemann Percy Clarke starb bereits im Jahre 2001.